# Amelia Cocq
Amelia Cocq Carrera o Amelia Cocq de Weingand (Santiago de Chile, 22 de abril de 1882 - Buenos Aires, 1959), también conocida como Amelita, fue una pianista chilena que se formó en Chile y Europa, y se instaló en Argentina, formando una academia de piano de importancia en el país a comienzos del siglo xx.

## Biografía
Amelia Cocq nació en Santiago de Chile el 22 de abril de 1882, hija de Eloisa Carrera y el pianista aficionado Emilio Cocq, quien era director del Conservatorio Nacional de Música de Chile. A los cuatro años comenzó a estudiar piano, logrando presentarse como solista en conicerto a los 10 años. Comenzó a tomar clases en el Conservatorio Nacional de Música de Chile en el año 1892 con el profesor Bindo Paoli. En 1898 se mudó a París con su padre, donde obtuvo una beca para continuar sus estudios en París, donde pudo estudiar con Raoul Pugno y Lucien Wurmser. Allí obtuvo en 1900 el Primer Premio del Conservatorio de París, lo que le permitió consolidar su reputación como pianista y ser la primera mujer latinoamericana en lograr dicho premio. 
Tras completar su formación en Europa, Cocq regresó a Chile en 1905 donde obtuvo el título de concertista. En su país introdujo algunas novedades musicales de la época, como los compositores impresionistas, entre ellos Claude Debussy. Se casó con el violinista Edmundo Weingand en 1908 y en 1914 el matrimonio se mudó a Buenos Aires, Argentina. Allí, la pareja comenzó a dar conciertos en diversos lugares, como el Teatro Colón y la Sociedad Wagneriana, recibiendo excelentes críticas.
Durante su etapa en Argentina fundó con su marido una academia musical, donde fue una docente de importancia en la época. Tuvo varios alumnos de renombre, como Roberto Caamaño y Dora Castro. Más adelante, Amelia Cocq volvería a viajar a París, donde nuevamente fue aclamada tanto por el público como la crítica.
Falleció en Buenos Aires en 1959.